# Bufones de Pría
Los bufones de Pría se encuentran en la localidad española de Llanes de Pría, en el concejo asturiano de Llanes. Se trata de la agrupación de bufones más occidental de la costa asturiana.  Está integrado dentro del Paisaje Protegido de la Costa Oriental de Asturias.
Un bufón es una formación kárstica que consiste en un orificio vertical formado a pocos metros del borde de un acantilado de roca caliza y que inferiormente comunica con el mar. Cuando la marea sube y las olas baten con fuerza, expulsa hacia arriba un chorro de agua de mar pulverizada, lo que provoca un sonido característico que es lo que le da el nombre de bufón. La columna de agua pulverizada puede alcanzar más de diez metros de altura y el bufido oírse a varios kilómetros.

## Galería

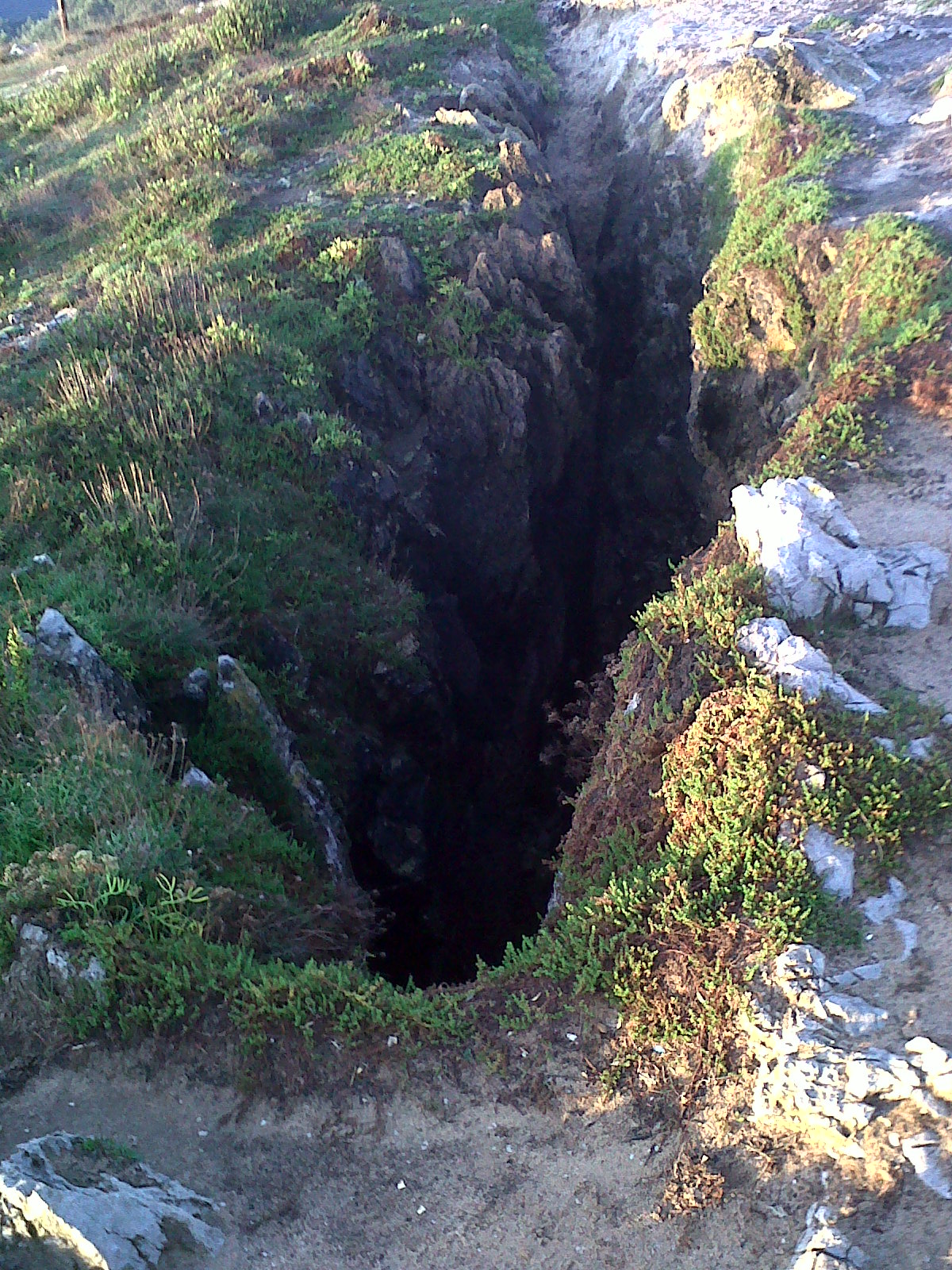
Bufón
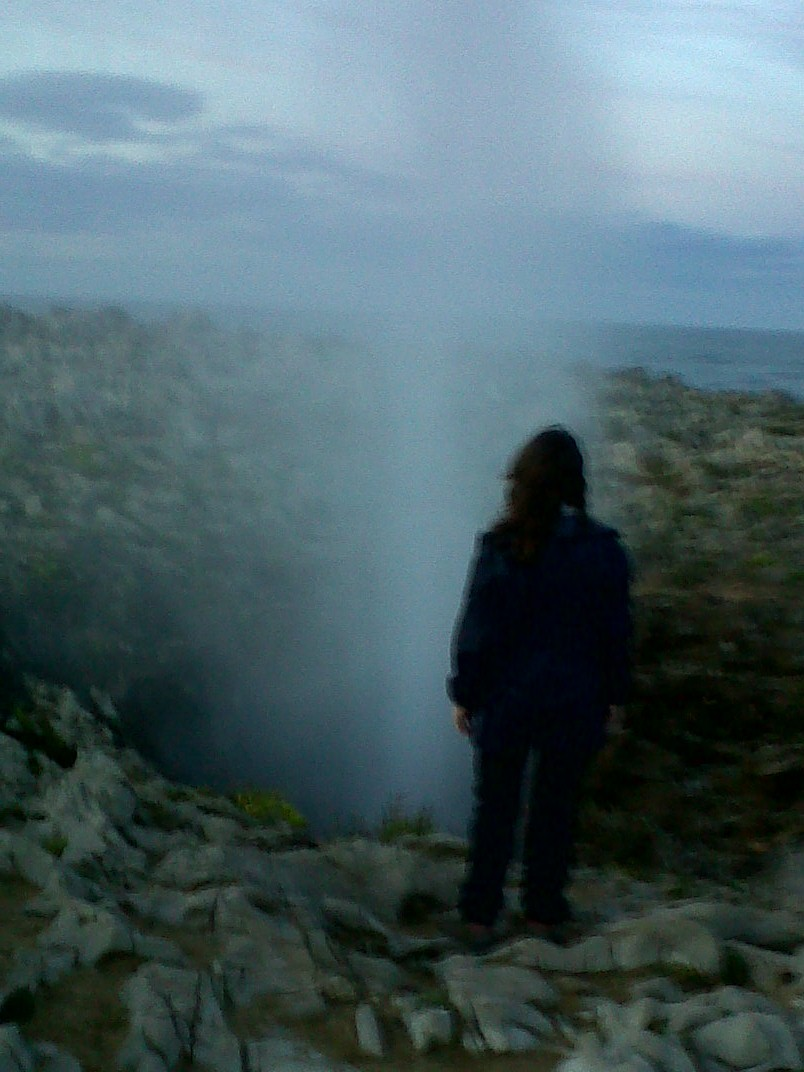
Bufón expulsando agua pulverizada
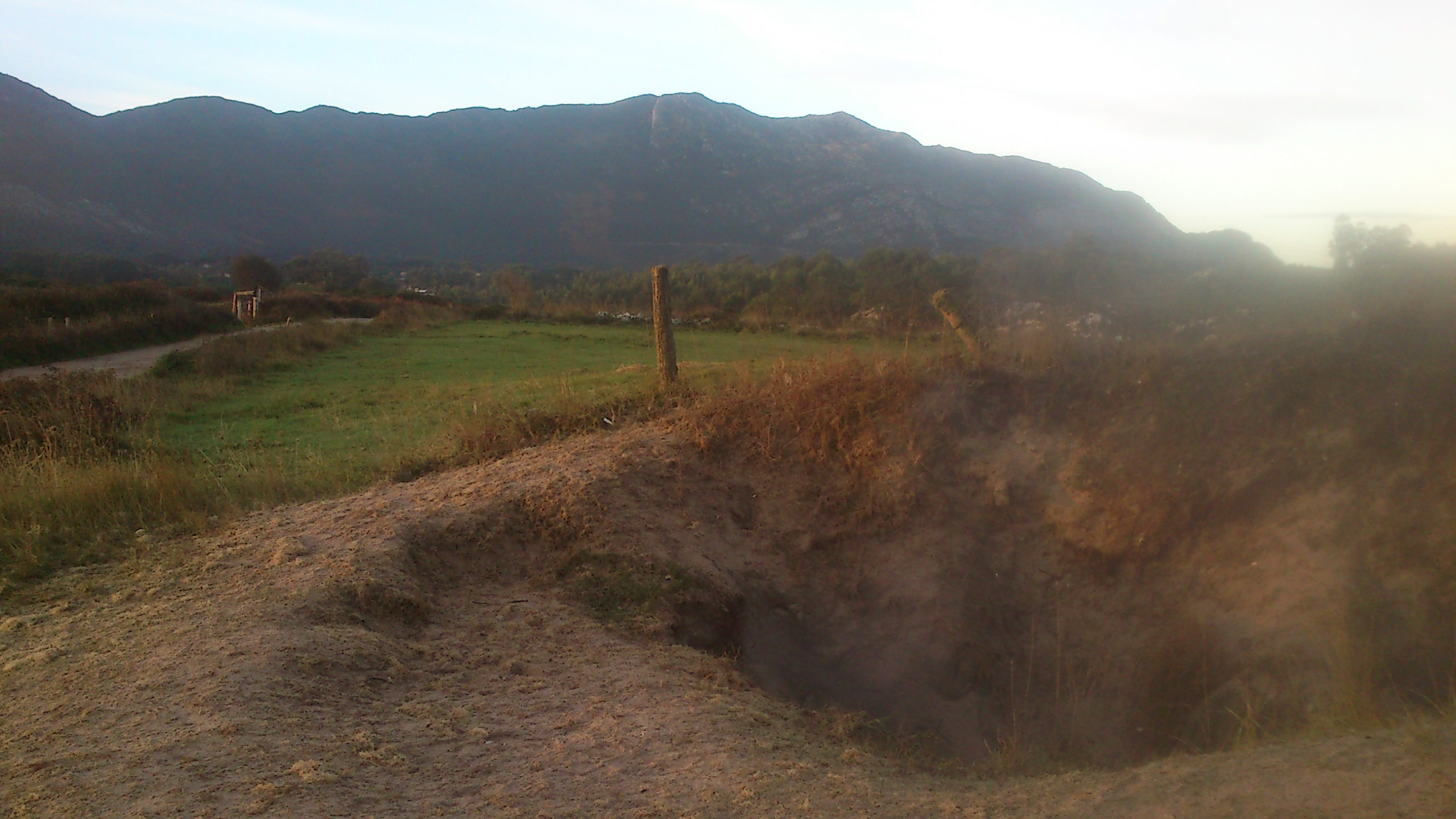
Bufón casi en reposo
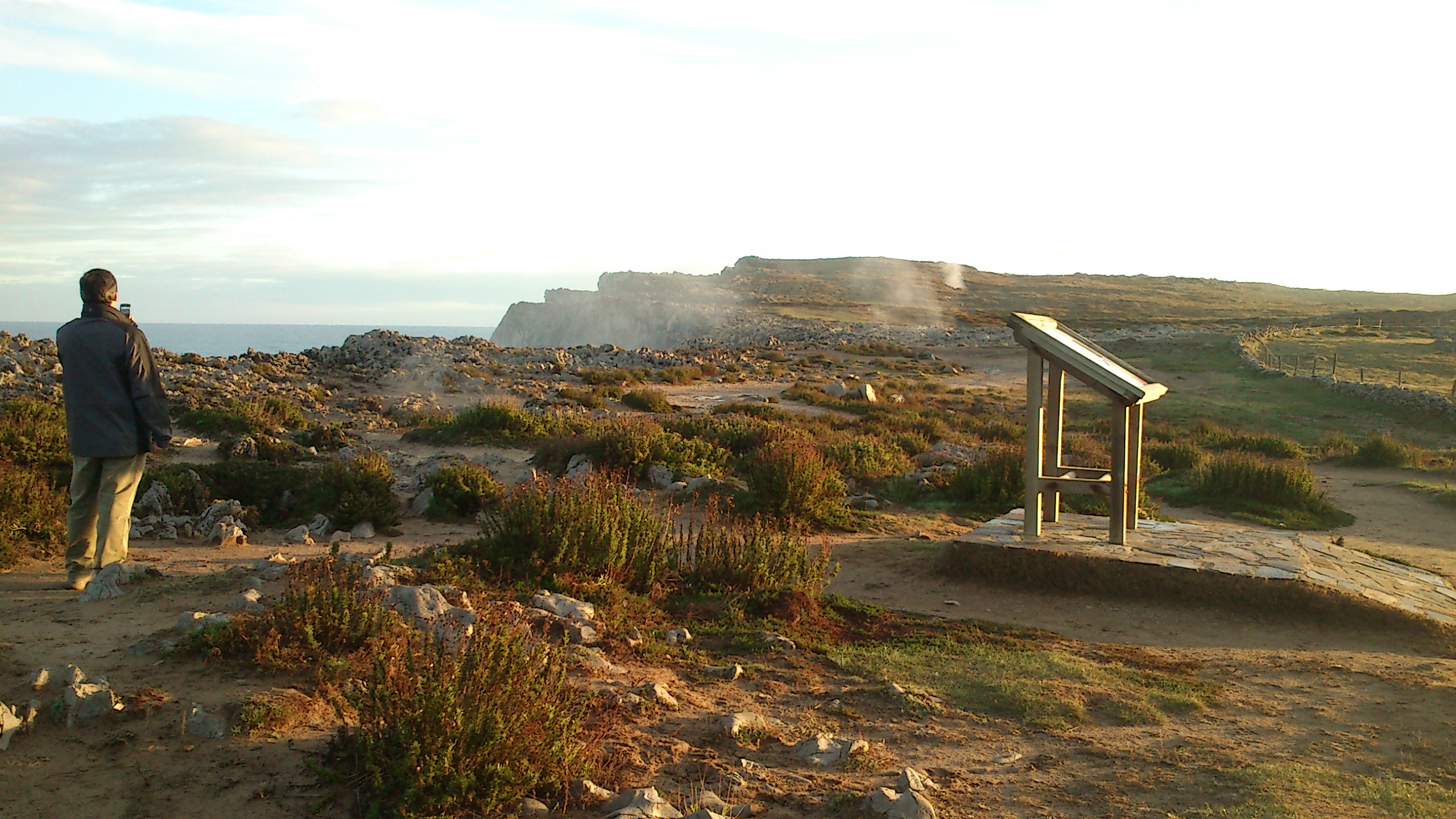
Vista general
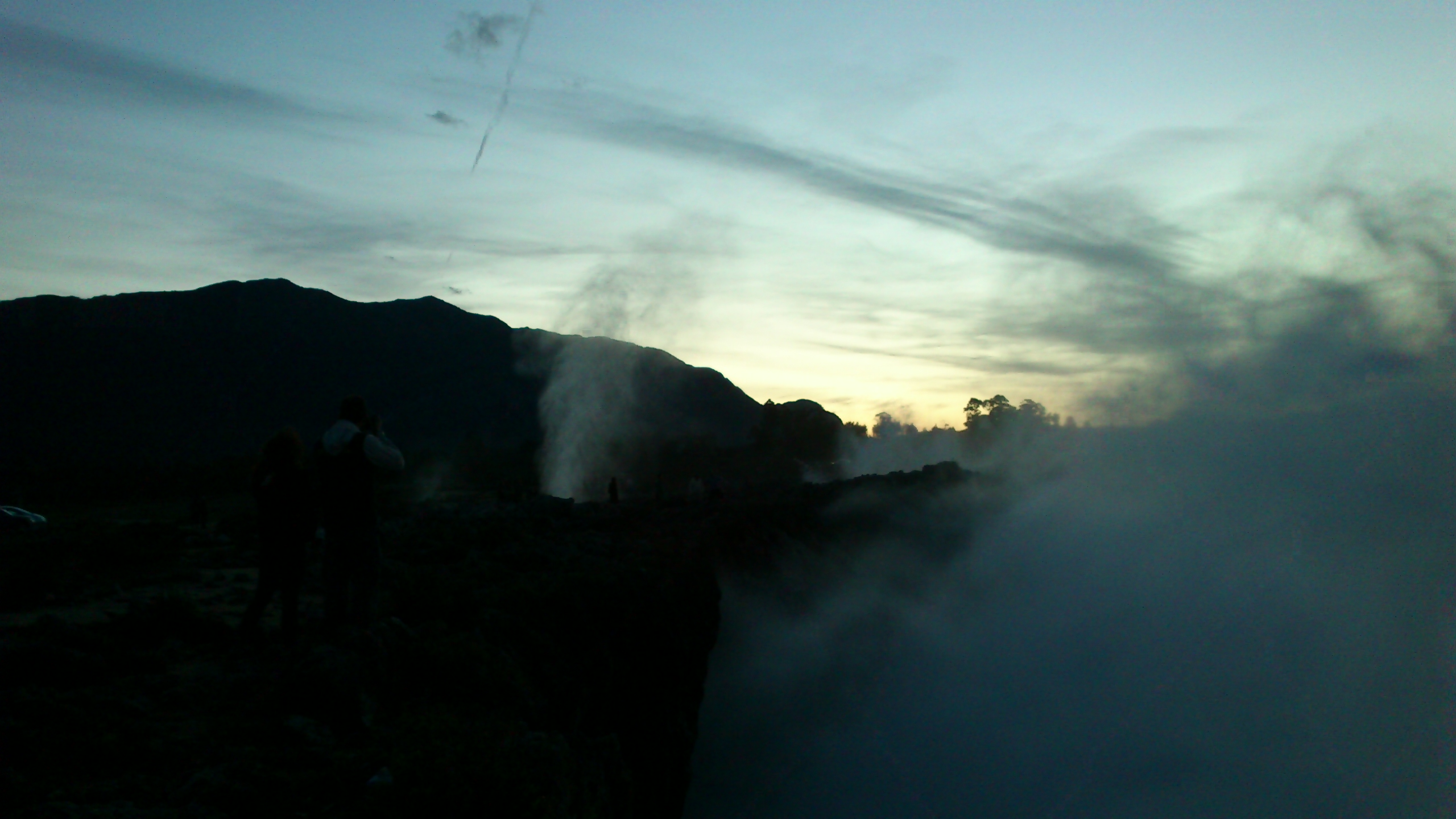
Bufón y olas rompiendo en el acantilado
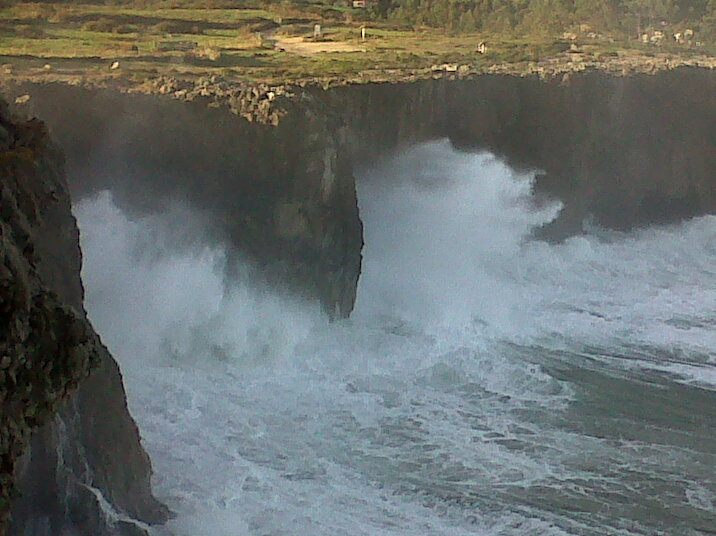
Vista de los acantilados junto a los bufones
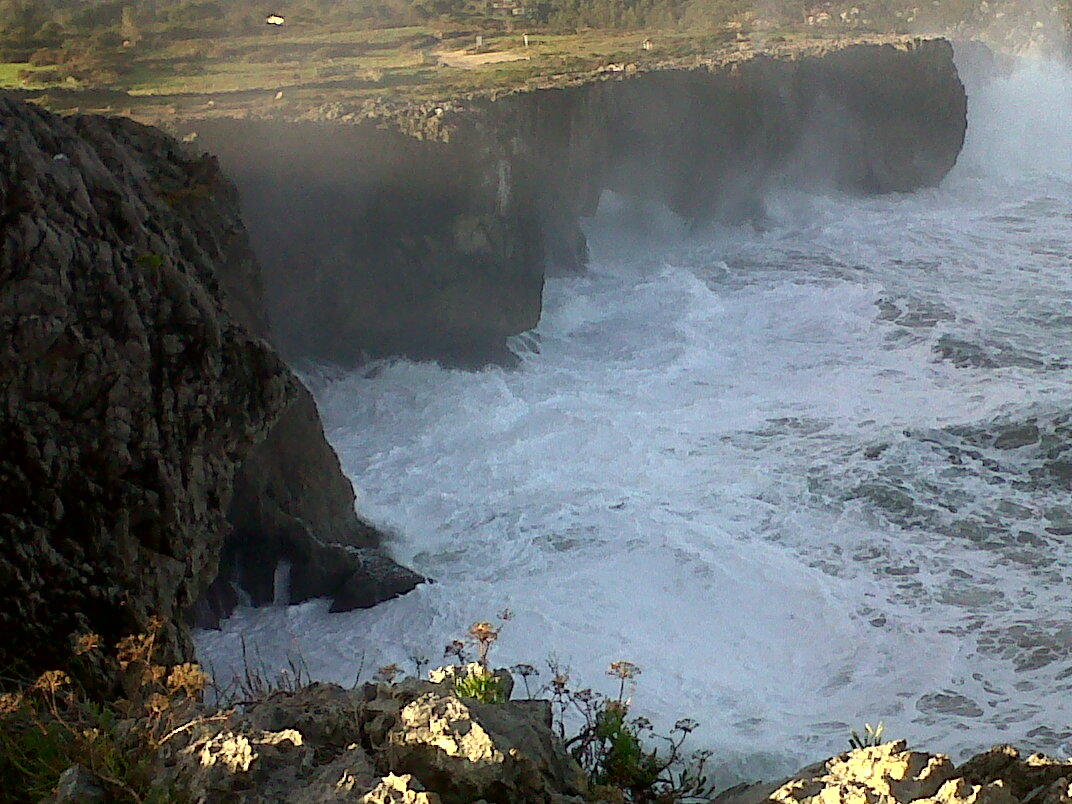
Vista de los acantilados junto a los bufones